# Краули (Псковская область)
Краули (латыш. Krauļi) — деревня в Пыталовском районе Псковской области России. Входит (с 2015) в состав Линовской волости. Численность населения деревни к началу 2001 года составляла 32 жителя.
C 1920 до 1944 гг. входила в состав Яунлатгальского (Абренского) уезда Латвии.

## География
Деревня расположена в 12 км к северу от города Пыталово, на правом берегу реки Кухва.
Уличная сеть не развита. 

## История
В 1995—2005 гг. входила в состав ныне упразднённой Скордовской волости.
В 2006—2015 гг. входила в состав Носовской волости.

## Население
| 2001 | 2002 | 2010 |
| ---- | ---- | ---- |
| 32   | ↘29  | ↘19  |

## Транспорт
Деревня доступна по автодороге регионального значения 58К-326 «Печоры – Качаново – Пыталово – Вышгородок». 